# フィロソフィカル・トランザクションズ

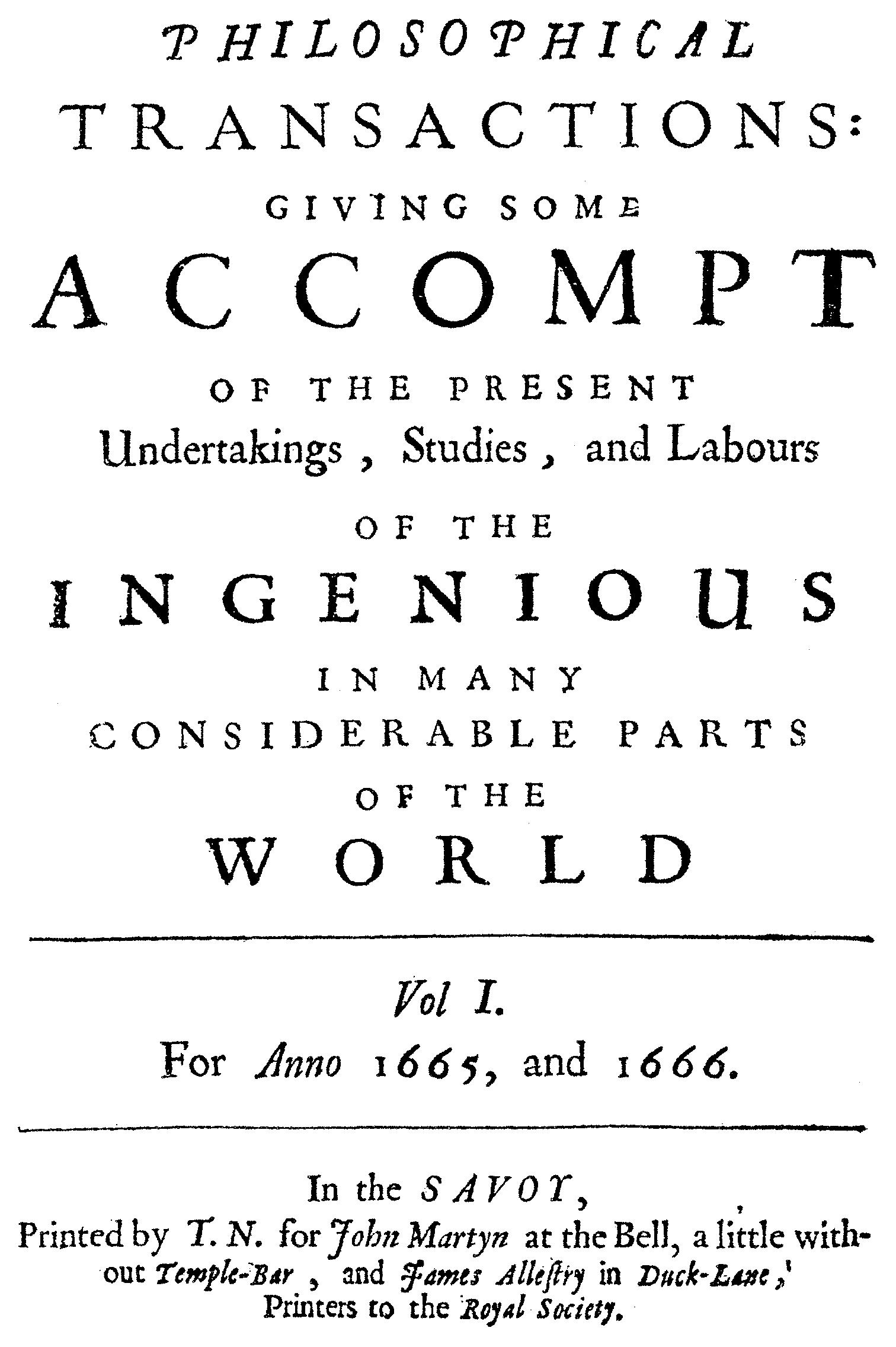
1665年版の表紙

『フィロソフィカル・トランザクションズ』（The Philosophical Transactions of the Royal Society）は王立協会の発行する学術論文誌。『哲学紀要』などと訳されることもある。創刊は1665年3月6日で英語圏では最古、世界的にもフランスの『ジュルナル・デ・サヴァン』（fr:Journal des sçavans）についで古い学術雑誌であり、現在でも刊行されている最長寿の科学雑誌でもある。フィロソフィカルを名乗るが、現在でいう狭義の哲学を指すわけではなく、古い意味における自然哲学、現在でいう科学を意味している。

## 歴史
最初に王立協会（”The Royal Society”）が設立されたのは1660年であったが、当初は非公式なものであった。後にチャールズ2世の勅許を受け1662年に”The Royal Society of London”、翌1663年に“The Royal Society of London for the Improvement of Natural Knowledge”と名称を変更するとともに出版の勅許も受けた。これにより協会の幹事でもあったヘンリー・オルデンバーグが編集者となり1665年3月6日付で本誌の第1号が発行された。以降数世紀におよび同誌上で科学上の重要な発見がいくつも発表された。その中には1672年のアイザック・ニュートンの最初の論文「光と色に関する新理論」（New Theory about Light and Colours）も含まれる。

## 近代以降
以後順調に発展して内容も多岐にわたるようになったため、1887年からは物理学・数学・工学分野を収録する『Philosophical Transactions of the Royal Society A: Physical』と生命科学分野を収録する『Philosophical Transactions of the Royal Society B: Biological Sciences』の2誌に分けられた。またこれらとは別に『Proceedings of the Royal Society、Biology Letters、Journal of the Royal Society Interface』も同協会から出版されている。
第1号以降、発行から12か月以上経過した記事をPDFファイルとしてオンライン上で読むことができる。
- Phil. Trans. Roy. Soc. A
- Phil. Trans. Roy. Soc. B